# Кастелпагано
Кастелпага̀но (на италиански: Castelpagano; на неаполитански: Castell Paian, Кащелъ Паянъ) е село и община в Южна Италия, провинция Беневенто, регион Кампания. Разположено е на 630 m надморска височина. Населението на общината е 1572 души (към 2010 г.).